# North Hempstead
North Hempstead (oficialmente Town of North Hempstead) é a menos populosa das três vilas do Condado de Nassau, no estado americano de Nova Iorque. Localiza-se na parte noroeste de Long Island. Possui quase 240 mil habitantes, de acordo com o censo nacional de 2020.

## Geografia
De acordo com o Departamento do Censo dos Estados Unidos, a cidade tem uma área de 179,1 km², dos quais 138,6 km² estão cobertos por terra e 40,5 km² (22,6%) por água.
A fronteira ocidental da vila é o Condado de Queens, na cidade de Nova Iorque. A linha norte da vila, delineada pelo Estuário de Long Island, é a fronteira do Condado do Bronx e do Condado de Westchester. A vila de Oyster Bay é seu vizinho oriental.
North Hempstead é a única vila em Long Island que não tem uma aldeia ou hamlet correspondente em suas fronteiras com o mesmo nome; Hempstead e Oyster Bay no condado de Nassau e as cidades de Huntington, Babylon, Islip, Smithtown, Brookhaven, Riverhead, Southold, Southampton, Shelter Island e East Hampton no condado de Suffolk têm bairros menores com o mesmo nome.

### Comunidades
A vila de Hempstead contém 30 aldeias e 17 hamlets:
Aldeias
- Baxter Estates
- East Hills (parte em Oyster Bay)
- East Williston
- Floral Park (parte em Hempstead)
- Flower Hill
- Garden City (parte em Hempstead)
- Great Neck
- Great Neck Estates
- Great Neck Plaza
- Kensington
- Kings Point
- Lake Success
- Manorhaven
- Mineola (parte em Hempstead)
- Munsey Park
- New Hyde Park (parte em Hempstead)
- North Hills
- Old Westbury (parte em Oyster Bay)
- Plandome
- Plandome Heights
- Plandome Manor
- Port Washington North
- Roslyn
- Roslyn Estates
- Roslyn Harbor (parte em Oyster Bay)
- Russell Gardens
- Saddle Rock
- Sands Point
- Thomaston
- Westbury
- Williston Park

Hamlets
- Albertson
- Carle Place
- Garden City Park
- Glenwood Landing (parte em Oyster Bay)
- Great Neck Gardens
- Greenvale (parte em Oyster Bay)
- Harbor Hills
- Herricks
- Manhasset (sede da vila)
- Manhasset Hills
- New Cassel
- North New Hyde Park
- Port Washington
- Roslyn Heights
- Saddle Rock Estates
- Searingtown
- University Gardens

### Outros locais
- Cow Neck ou Pescoço de Manhasset — península no estuário de Long Island.
- Great Neck — península no estuário de Long Island.
- Hempstead Harbor — baía no estuário de Long Island.
- Lake Success — lago perto da fronteira oeste da vila.
- Little Neck Bay — baía no estuário de Long Island.
- Manhasset Bay — baía no estuário de Long Island.
- Strathmore — bairro distinto de Manhasset desenvolvido por Levitt & Sons.
- Academia da Marinha Mercante dos Estados Unidos, localizada em Kings Point.

## Demografia
Desde 1900, o crescimento populacional médio, a cada dez anos, é de 33,3%.

### Censo 2020
Segundo o censo nacional de 2020, a sua população é de 237 639 habitantes e sua densidade populacional de 1 714,6 hab/km². Seu crescimento populacional na última década foi de 5,0%, acima do crescimento estadual de 4,2%.
Possui 83 729 residências que resulta em uma densidade de 604,1 residências/km². Deste total, 5,0% das unidades habitacionais estão desocupadas. A média de ocupação é de 3,0 pessoas por residência.
A renda familiar média é de 137 415 dólares e a taxa de emprego é de 60,5%.